# Koffi Olomide
Antoine Koffi Olomidé (Kisangani, 13 agosto 1956) è un cantante, produttore discografico e compositore di musica soukous della Repubblica Democratica del Congo.

## Biografia
Olomide nacque a Kisangani, nell'odierna Repubblica Democratica del Congo; sua madre era congolese e suo padre originario della Sierra Leone. La famiglia si trasferì molto presto a Kinshasa, dove Olomide passò la propria gioventù. In seguito studiò a Parigi, e in quel periodo iniziò a suonare la chitarra e comporre canzoni. Al suo rientro nel Congo divenne membro del gruppo musicale Viva La Musica, fondato da Papa Wemba. Lo stile delle composizioni di Olomide in Viva La Musica, caratterizzate anche da un ritmo più lento, prese il nome di tcha tcho, e divenne molto popolare fuori dal Congo.

## Procedimenti giudiziari
Nel marzo 2019 è stato condannato a due anni di carcere con sospensione condizionale della pena e al pagamento di un risarcimento di 5.000 euro dal Tribunale di Nanterre, in Francia, per lo stupro di una sua ex ballerina avvenuto quando lei aveva 15 anni.

## Discografia
- Ngounda (1983)
- Lady Bo (1984)
- Diva (1985)
- Ngobila (1986)
- Rue D'Amour (1987)
- Henriquet (1988)
- Elle Et Moi (1989)
- Les Prisionniers Dorment... (1990)
- Haut De Gamme (1992)
- Noblesse Oblige (1993)
- V12 (1995)
- Loi (1997)
- Attentat (1999)
- Effrakata (2001)
- Monde Arabe (2004)
- Boma Nga N'Elengi (2005)
- Swi (2006)
- Bord Ezanga Kombo (2008)
- La chicotte à Papa (2009)
- Abracadabra (2012)
- Bana Zebola (2015)
- 13ième Apôtre (2015)
- Nyataquance (2017)
- Légende Ed. Diamond (2022)
- Platinum (2024)
- GOAT Intemporel, Vol. 1 (2025)